# Windows 3.1x
A Windows 3.1x összefoglaló név alatt a Microsoft Windows 3.1, 3.11, 3.2 és Windows for Workgroups kiadásait értjük. Az új verziók több új funkciót (például TrueType-betűkészlet, munkacsoportok) nyújtottak.
A támogatás 2001. december 31-én szűnt meg, azonban a Windows for Workgroups 3.11 beágyazott verzióját egészen 2008. november 1-jéig támogatták.

## Verziói

### Windows 3.1
Az 1992. április 6-án megjelent Windows 3.1 a TrueType-betűkészletnek köszönhetően alkalmassá vált az asztali kiadványszerkesztésre. A Windows 3.0 esetén hasonló funkcionalitás az Adobe Type Managerrel volt elérhető.
A rendszer a korábbi verzióktól eltérően nem tud valós módban futni. A Reversit az Aknakeresőre cserélték (néhány változatban előbbi is megmaradt).

#### Eltérések a Windows 3.0-hoz képest
A futtatáshoz 80286-os processzorra és egy megabyte RAM-ra van szükség. A valós mód támogatásának megszűnését a stabilitás növelésével indokolták; emellett a rendszer nem támogatta a CGA-megjelenítőket (a Windows 3.0-s illesztőprogramokkal vissza lehetett állítani), valamint a valós módban futó Windows 2.x-programokat. A standard módban való használathoz VGA-driver szükséges; magas felbontásban történő telepítéskor csak a 386-os mód választható.
A 386-os módban az egeret támogató DOS-alkalmazások ablakos módban futtatásakor a felhasználók manipulálhatják a menüket és elemeket; egyes DOS-os programok (például Microsoft Word) a vágólaphoz is hozzáférhettek. Az egér használatához DOS-ra írt illesztőprogram szükséges.
Az ikonok a fogd és vidd módszerrel már szabadon átrendezhetőek. A fájlok valamely program ikonjára húzva társíthatóak (például a nyomtatókezelőre húzott fájlt a rendszer a nyomtatóra küldi).
A rendszer elméletben négy gigabyte memóriát támogat (ez valójában inkább 256 megabyte), azonban egy program sem használhat 16 MB-nál többet.
A 3.1 az első Windows, amely 720 kB-os, valamint 1,2 és 1,44 MB-os hajlékonylemez mellett CD-ROM-on is elérhető. A rendszerleíró adatbázist ezen verzióban vezették be, emellett ebben lehetett először a Command.comon keresztül Windowsos programokat elindítani.
A naptár a .cal kiterjesztést használja.

#### Közép- és kelet-európai verzió
A Windows 3.1 for Central and Eastern Europe verzió cirill karaktereket, valamint a közép- és kelet-európai nyelvekre jellemző diakritikus jeleket tartalmazta (hasonló változat 3.1J verziószámmal Japánban is megjelent).

### Modular Windows
A Modular Windows a Tandy Video Information Systemre megjelent beágyazott verzió.

### Windows 3.11
Az 1993. november 8-án megjelent verzió hibajavításokat tartalmazott; a Windows 3.1 használói ingyenesen áttérhettek rá.

### Windows 3.2
1993. november 22-én megjelent a rendszer egyszerűsített kínai verziója; az 1994-ben megjelent 3.2-es változat a bevitellel kapcsolatos hibákat javította.

### Windows for Workgroups
A Windows for Workgroups verziók az SMB használatával lehetővé teszik az erőforrás-megosztást a központi szerverrel nem rendelkező hálózatokban is.

#### Windows for Workgroups 3.1
A Winball, később Spart kódnevű Windows for Workgroups 3.1 1992 októberében jelent meg. A rendszer az NBF és IPX protokollok segítségével lehetővé teszi a hálózati fájlmegosztást, a VSHARE.386 pedig a fájljogosultságok beállítására alkalmas SHARE.exe VxD-s verziója.

#### Windows for Workgroups 3.11
A Snowball kódnevű Windows for Workgroups 3.11-et 1993. augusztus 11-én adták ki, és 1993 novemberétől értékesítették. A 32 bites fájlelérést is támogató rendszer futtatásához 80386-os processzorra van szükség.
A TCP/IP támogatásához Winsock-csomagra van szükség; ehhez kezdetben csak más gyártók eszközei voltak elérhetőek, de 1994 augusztusában a Microsoft kiadta saját eszközét.

## Kiegészítők

### Video for Windows
Az 1992-ben a QuickTime-ra válaszul megjelent szoftver lehetővé tette a videók szerkesztését, de csak lejátszásra használható verzió is elérhető volt. A program az AVI formátumot használta.

### Windows for Pen Computing
Az 1990-es években a GO Corp. PenPoint OS-ére válaszul kiadott szoftverek a Windows táblagépen való használatát segítették. 2002-ben a Windows XP-hez hasonló csomag jelent meg Windows XP Tablet PC Edition néven.

### Win32s
A csomag segítségével a Windows 3.1 korlátozottan kompatibilissá vált a Windows NT API-jával; a Microsoft állítólag nem kívánta a verziószámot 3.2-re növelni, mert ezzel a felhasználókat eltántorítanák a „valódi” 32 bites operációs rendszerekre való frissítéstől. A csomag funkcióit először a Microsoft FreeCell (Admirális) játékkal próbálták ki.

### WinG
A hardverfüggetlen WinG-vel a játékfejlesztőket próbálták a Windowsra való áttérésről meggyőzni.

## Alkalmazások
A Microsoft a Microsoft Home keretében számos alkalmazást (például Microsoft Bob) adott ki.

### Programkezelő
A Programkezelő a Windows 3.0-tól a Windows XP Service Pack 1-ig volt jelen.

### Internet Explorer
Windows 3.1-en az Internet Explorer 1 és 5 közötti verziói érhetőek el.

## DR-DOS
A Windows 3.1 béta verziójában jelenlévő kód által lefolytatott tesztek az MS-DOS és az IBM PC DOS esetén hibátlanul lefutottak, azonban más rendszeren (például DR-DOS) hibát jeleztek; ennek kiküszöbölésére a Digital Research javítást adott ki. A végleges verzióban az ellenőrzést letiltották, de nem távolították el. Miután a Caldera megvásárolta a DR-DOS-t, keresetet adott be a Microsoft ellen, melynek következtében utóbbinak 280 millió dollár kártérítést kellett fizetnie.

## Fogadtatása
Az Ogilvy & Mather által forgatott tévéreklámokat 1992. március 1-jétől sugározták; céljuk a minél szélesebb felhasználói réteg megszólítása volt. Az 1992. április 6-án megjelent rendszerből az első két hónapban hárommillió licencet értékesítettek. A Windows 3.1 a legszélesebb körben használt grafikus felhasználói felületű operációs rendszerré vált; a Fortune magazin a Microsoftot 1992-ben az USA leginnovatívabb vállalatává választotta.

## A támogatás megszűnése
A 3.1 támogatása 2001 végén megszűnt, azonban beágyazott rendszerekben (például pénztárgépek, repülőgépek fedélzeti számítógépei) továbbra is használták. 2008. július 9-én bejelentették, hogy a Windows for Workgroups 3.11 beágyazott verzióját november 1-jétől nem értékesítik. 2013-ban a Linux-rendszermag 3.11-es verziója humorosan a Linux for Workgroups nevet kapta.
2015. november 7-én a Párizs–Orly repülőtéren összeomlott a ködös időben a pilóták számára információkat nyújtó, Windows 3.1-alapú rendszer, ezért a repülőtér egy időre leállt.

## Fordítás
- Ez a szócikk részben vagy egészben  a   Windows 3.1x című angol Wikipédia-szócikk ezen változatának fordításán alapul.  Az eredeti cikk szerkesztőit annak laptörténete sorolja fel. Ez a jelzés csupán a megfogalmazás eredetét és a szerzői jogokat jelzi, nem szolgál a cikkben szereplő információk forrásmegjelöléseként.